# ARWA

Bildmarke ARWA

Jüngere Wortmarke ARWA

Die Herstellermarke ARWA ist das seit den 1920er Jahren als Bild- und Schriftmarke verwendete Akronym des deutschen Textilunternehmens Feinstrumpf-Großwerke A. Robert Wieland, Auerbach / Erzg. und Chemnitz. Bei diesem Unternehmen handelte es sich neben dem von Louis Bahner in Oberlungwitz (Marke ELBEO) um einen der größten Strumpfwarenhersteller in Deutschland in der ersten Hälfte des 20. Jahrhunderts. Die Marke ARWA wurde später zu einem Symbol des westdeutschen Wirtschaftswunders und galt durch die Wurzeln in der erzgebirgischen Wirkertradition lange Zeit als Traditionsunternehmen.
Die Bildmarke in zeitgenössischer expressionistischer Grafik zeigt eine senkrecht nach unten gerichtete rote Pfeilspitze, die oben in der abstrahierten Form einer fünfzackigen Krone endet, und in deren Mitte ein schwarzer Damenstrumpf abgebildet ist. Unter dem Pfeil befinden sich die vier schwarzen Buchstaben mit jeweils einer schwarzen Raute in den Buchstaben-Zwischenräumen. Den unteren Abschluss bildet ein liegender roter Balken, dessen Enden die Neigung der beiden Buchstaben A aufnehmen, wodurch ein der Pfeilspitze entgegen nach oben weisendes Dreieck angedeutet wird. Schöpfer der Marke waren August Robert Wieland und dessen Sohn Max Robert Wieland. Sie ließen sie als Warenmarke in vielen Ländern Europas und den USA eintragen.
Ende der 1930er Jahre wurde neben dieser Marke eine weitere entwickelt: die Buchstaben ARWA in weiß auf rotem Grund. Beide Marken fanden bis 1946 Anwendung.
Nachdem das Stammwerk in Auerbach in der damaligen sowjetischen Besatzungszone durch den Volksentscheid vom 30. Juni 1946 enteignet worden war, wurde es der Industriezweigeleitung Wirkerei unterstellt. Später ging die Verwaltung auf die Vereinigung Volkseigener Betriebe (VVB) Trikotagen und Strümpfe über. Im Jahr 1948 entstand der neue Markenname Esda (Erzgebirgische Spezial Damenstrümpfe Auerbach), da der alte Markenname im neuen sozialistischen System nicht mehr bestehen sollte.
Hans Thierfelder, Enkel des Firmengründers A. Robert Wieland, trat im Jahr 1940 in die Unternehmensführung ein. Angesichts der drohenden Enteignung setzte sich Thierfelder 1946 aus der sowjetischen Besatzungszone ab, beschaffte mit Hilfe einer Vorfinanzierung seiner Geschäftspartner gebrauchte Textilmaschinen aus den USA und gründete im Jahr 1948 im württembergischen Backnang eine Strumpffabrik mit dem Namen ARWA, die kurze Zeit später nach Unterrot verlagert wurde, einem heutigen Ortsteil der Stadt Gaildorf. Arwa wurde damit zum ersten Hersteller von Feinstrümpfen aus Kunstseide, der nach dem Zweiten Weltkrieg in Westdeutschland wieder den Betrieb aufnahm. Von 1950 an wurden Strümpfe aus Perlon hergestellt.
Beibehalten wurde die Bildmarke (weiße Schrift auf rotem Grund). Der fünfzackige Pfeil fand keine Verwendung mehr. Ab diesem Zeitpunkt gab es den Namen und die Marke ARWA nur noch in Westdeutschland. Im September 1973 wurde Arwa vom Konzern Hudson (jetzt Kunert Fashion) übernommen. Vorausgegangen waren zunehmende wirtschaftliche Probleme, wie sie auch zahlreiche andere Unternehmen der deutschen Textilindustrie wegen des Preisdrucks durch Importware erlebten.

## Literatur

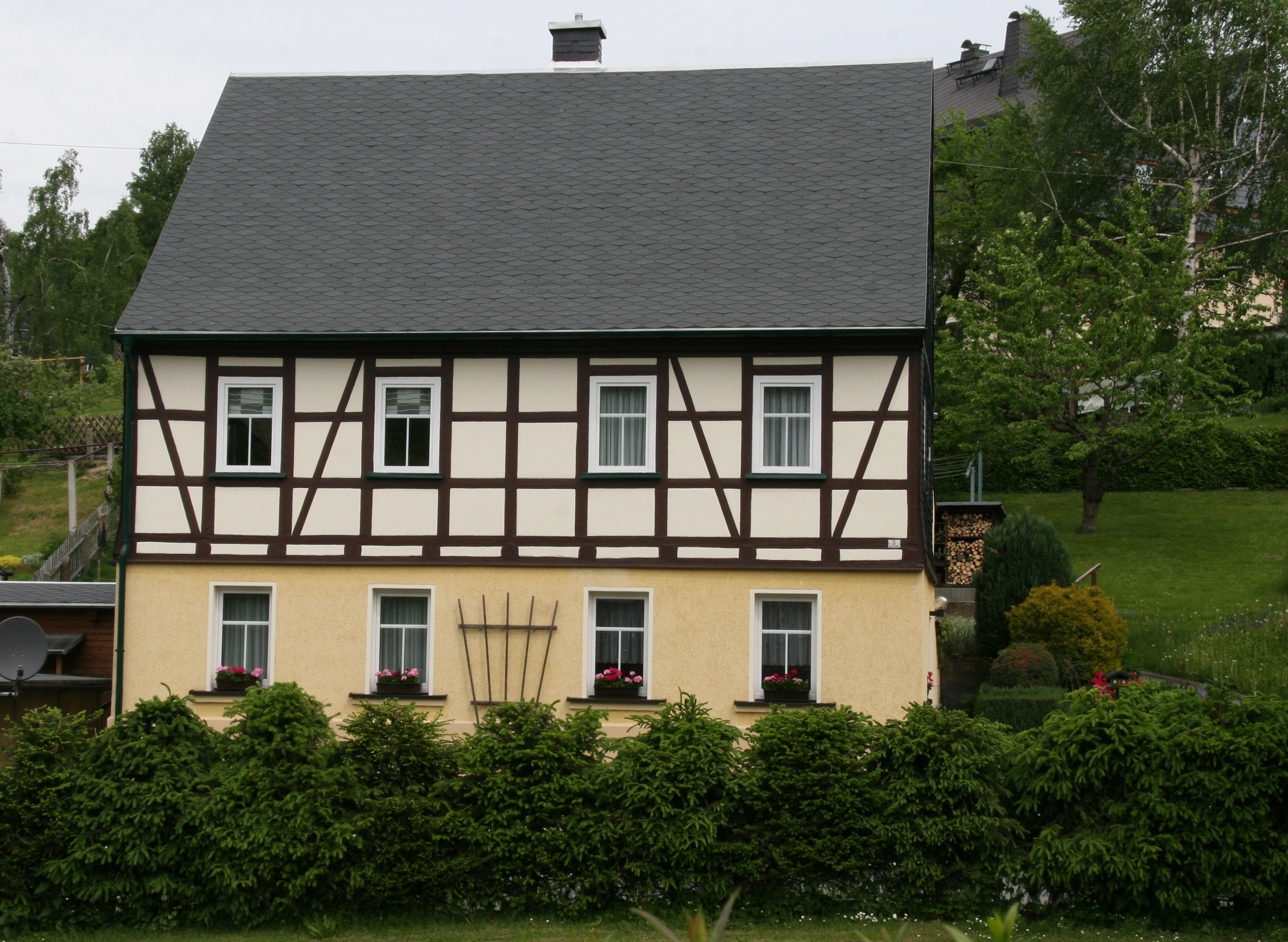
Im Haus Am Anger 5 in Auerbach (Erzgebirge) wirkte A. Robert Wieland 1881–1891 Strümpfe.